# Errore fatale (film 1991)
Errore fatale (Deadly Desire) è un film per la televisione del 1991 diretto da Charles Correll. In Italia, il film viene distribuito in VHS.

## Trama
L'agente Frank Decker, in una sparatoria spara accidentalmente ad una persona, mentre inseguiva un sospetto, portandolo a dimettersi. Il suo amico Gus, gli offre un incarico ad una società privata alla Western Security. Un giorno Frank riceve la visita di un'affascinante cliente, Angela Menteer, moglie del magnate Giles Menteer. Frank e Angela si intraprendono una relazione sentimentale, anche perché nel frattempo ha scoperto che Angela viene maltrattata dal marito. Un giorno, rispondendo ad una chiamata d'aiuto di Angela, Frank fa irruzione nel loro appartamento e uccide Giles.